# 3889 Menshikov
3889 Menshikov (1972 RT3) là một tiểu hành tinh vành đai chính được phát hiện ngày 6 tháng 9 năm 1972 bởi L. Zhuravleva ở Nauchnyj.